# Немсадзе, Важа Георгиевич
Важа Георгиевич Немсадзе (груз. ვაჟა ნემსაძე; 7 декабря 1990, Тбилиси, Тбилиси) — грузинский футболист, полузащитник.

## Карьера
Сын известного грузинского футболиста Георгия Немсадзе. Начал заниматься игрой в шесть лет в Швейцарии, затем он играл за юниорские команды в Италии и в Шотландии, где выступал его отец, пока не попал в академию тбилисского «Динамо». Провел два сезона за основной состав клуба, а затем выступал в других грузинских коллективах.
В начале февраля 2024 года Немсадзе подписал контракт с с клубом эстонской Премиум-Лиги «Нарва-Транс». В конце сентября покинул клуб после инцидента в матче дублирующего состава в Эсилиге Б, когда Немсадзе напал на одного из игроков соперника.
Входил в молодежную сборную Грузии, с которой участвовал в отборочном этапе Чемпионата Европы по футболу среди молодёжных команд 2011 года.

## Достижения
- Обладатель Кубка Грузии (1): 2009.